# Manuel Virgílio Murta
Dr. Manuel Virgílio Murta (Rosário, Almodôvar, 22 de Setembro de 1952 - Rosário, 31 de Dezembro de 2023), foi um médico dermatologista português.

## Biografia
Nasceu no Rosário, concelho de Almodôvar, distrito de Beja, Portugal.
Exerceu como médico dermatologista, tendo trabalhado durante cerca de 37 anos no Serviço de Dermatologia do Hospital do Espírito Santo de Évora, e tinha igualmente um consultório particular em Beja. É considerado como um pioneiro na área da telemedicina em Portugal, tendo sido responsável pela introdução de teleconsultas em dermatologia na região do Alentejo, na década de 1990. Mesmo após a sua aposentação, continuou a trabalhar no Hospital de Évora. Exerceu igualmente como docente no Mestrado Integrado em Medicina da Universidade do Algarve.
Devido à sua dedicação na prestação de cuidados de saúde aos habitantes da região, e ao seu contributo para a medicina, foi condecorado pelo Serviço Nacional de Saúde.
Faleceu em 31 de Dezembro de 2023, aos 71 anos de idade, vítima de uma doença súbita, na localidade do Rosário. Na sequência da sua morte, a Rádio Campanário emitiu uma nota de pesar, onde recordou a sua «contribuição inestimável para a saúde da região alentejana». O Hospital de Évora também lamentou o seu falecimento, tendo a nota de imprensa referido que «o falecimento do Dr. Manuel Murta deixa-nos mais pobres, não só pelo Médico que perdemos, mas pela pessoa profundamente humanista com quem convivíamos», acrescentando que «perdemos uma referência da medicina da nossa instituição, e também do Alentejo e Algarve, enquanto médico Dermatologista e diretor de serviço. Foi um dos pioneiros na implementação da telemedicina na Região Alentejo, na década de 90, tendo trabalhado em estreita colaboração com os cuidados de saúde primários de toda a região do Alentejo e Algarve e acompanhado centenas de doentes ao longo da sua carreira». A Câmara Municipal de Évora emitiu um voto de pesar, onde o destacou como «uma figura destacada em todo o Alentejo, merecendo o reconhecimento dos seus pacientes e dos seus pares, por uma vida dedicada à defesa do Serviço Nacional de Saúde». Também foi homenageado durante a edição de 2024 da Reunião de Verão da Sociedade Portuguesa de Dermatologia e Venereologia, em Évora.